# 粗皮箱魨
粗皮箱魨為輻鰭魚綱魨形目鱗魨亞目箱魨科的其中一種，為亞熱帶海水魚，分布於西印度洋區模里西斯及留尼旺海域，棲息深度15-30公尺，體長可達11公分，棲息於臨海礁石區，生活習性不明。

## 扩展阅读
維基物種上的相關：粗皮箱魨